# Charley Chase
Charley Chase (egentligen Charles Joseph Parrott), född 20 oktober 1893 i Baltimore, Maryland, död 20 juni 1940 i Hollywood i Los Angeles, var en amerikansk filmkomiker, regissör och sångare, mest känd för sitt arbete under stumfilmstiden.

## Biografi

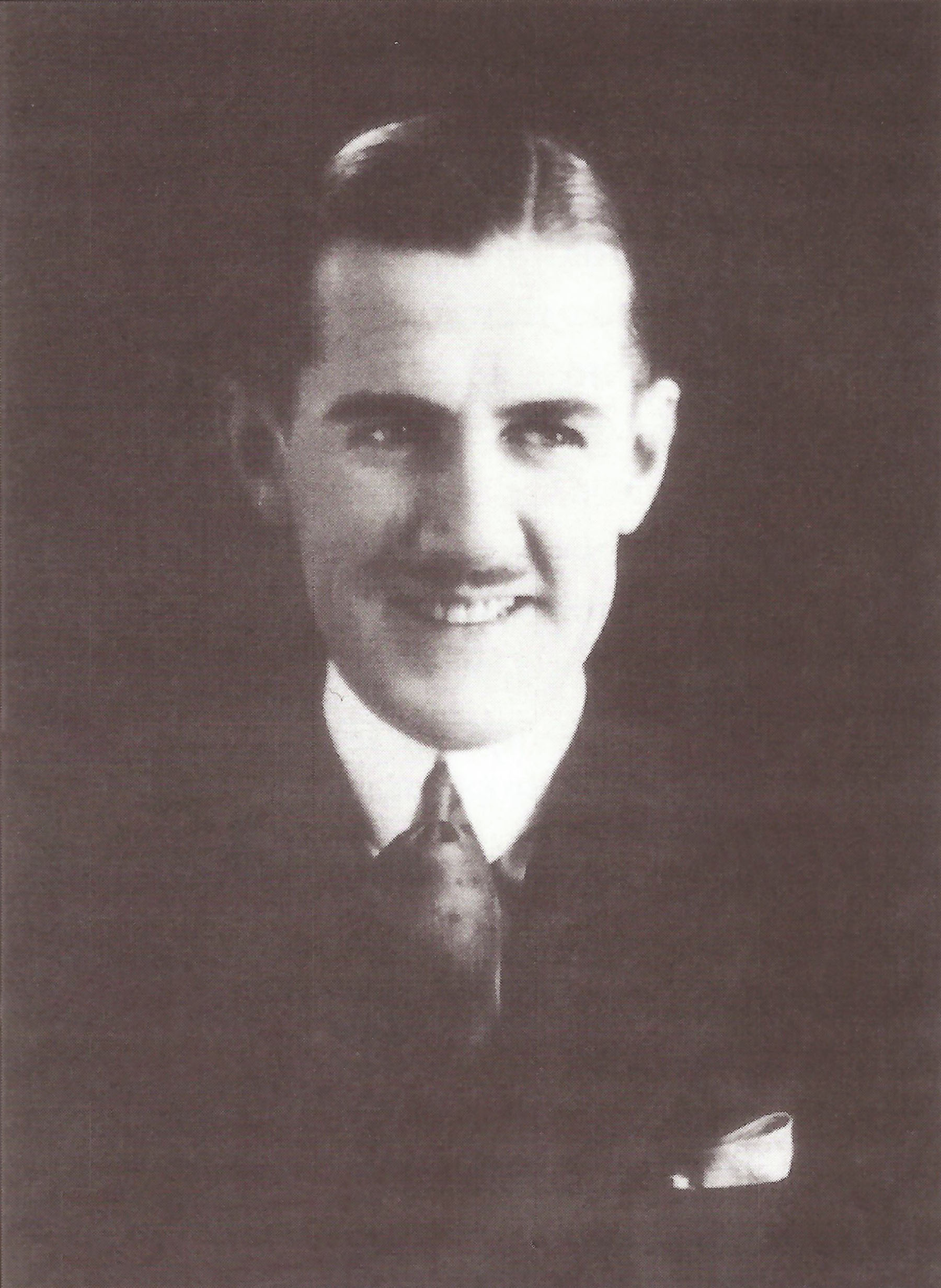
Charley Chase 1918

Chase började 1912 hos Christie Comedies, som han lämnade året därpå för att medverka i en mängd korta komedier hos Mack Sennetts Keystone Studio. De första åren hade han  mindre roller, ibland i filmer med Charlie Chaplin och Fatty Arbuckle. Chase spelade exempelvis en mindre roll i filmen Tillies Punctured Romance (1914), som anses vara världens första helaftons filmkomedi. 
Vändpunkten inträffade för Chase när han 1920 anställdes som regissör hos Hal Roach, kort tid därpå utnämndes han till huvudregissör hos Roach, och hade bland annat ansvaret för den populära Our Gang-serien. Efterhand började Chase medverka hos Roach även som komiker, och tillsammans med regissören Leo McCarey utvecklade han en helt egen stil där situationskomik spelade större roll än slapstick. Han såg Lloyd Hamilton som en viktig inspirationskälla. Chase gjorde under denna period sina bästa arbeten, bland många kortfilmer kan till exempel Mighty Like a Moose (1926) nämnas. Chase var under några år den mest populära komikern hos Roach, fram tills Helan och Halvan började uppträda tillsammans 1927–1928. Chase popularitet höll i sig även efter ljudfilmens ankomst mot slutet av 20-talet; hans egenskaper som sångare utnyttjades flitigt. Förutom sina egna kortfilmer medverkade Chase ibland i biroller i längre filmer, bland annat i Helan och Halvan-filmen Sons of the Desert (1933). 
Chase slutade hos Roach 1936, och började i stället en serie kortfilmer hos Columbia. Han regisserade även flera komedier med The Three Stooges under en tid.

## Privatliv
Chase var gift med Bebe Eltinge från 1914. Paret hade två döttrar.
Charley Chase var bror till regissören James Parrott som också regisserade många av hans filmer. 1939 dog brodern i hjärtattack. Chase hävdade dock att Parrott tog livet av sig.
Likt brodern led Chase av alkoholproblem, och han dog vid 46 års ålder den 20 juni 1940 efter längre tids sjukdom.

## Filmografi (i urval)
- 1918 – Playmates
- 1925 – Isn't Life Terrible?
- 1926 – Long Fliv the King
- 1926 – Thundering Fleas
- 1926 – Crazy Like a Fox
- 1926 – Bromo and Juliet
- 1926 – Be Your Age
- 1927 – Fluttering Hearts
- 1927 – Now I'll Tell One
- 1927 – Call of the Cuckoo
- 1929 – Movie Night
- 1933 – Blixt och dunder!
- 1933 – Följ med oss till Honolulu
- 1936 – On the Wrong Trek[8]